# Абу аз-Зубейр аль-Джазрауи
Абу аз-Зубейр аль-Касими (араб. أبو الزبير القصيمي‎), он же Абу аз-Зубейр аль-Джазрауи (араб. أبو الزبير الجزراوي‎), настоящее имя Махер Мишаль (араб. ماهر مشعل‎) — мунашид (исполнитель нашидов) СМИ Al-Ajnad Media террористической организации «Исламское государство».

## Биография
Мишаль родился в Эль-Касиме, Саудовская Аравия в 1989 году. В апреле 2013 года в своём Твиттер-аккаунте объявил, что едет воевать в Сирию в рядах ИГ, был у себя на родине известным мунашидом и даже появлялся в телеконкурсе «الشقة» по пению нашидов на Bedaya TV, где взял приз, а также проработал 5 лет имамом мечети в Эр-Рияде, чем удивил фанатов, так как считался умеренным и даже посвятил тогдашнему королю нашид «Мы присягнули ему» (араб. بايعناه‎). После этого на несколько месяцев пропал, а позже снова появился и подтвердил своё решение:

Я Махер, покинувший свой дом с теми же мыслями и тем же путём, я не менял своего решения, не изменило меня ни каплю, вашими призывами к твёрдости на том пути, где я есть
Оригинальный текст (ар.)أنا ماهر الذي خرج من بيته بنفس الفكر ونفس الهدي، لم يتغير فيني مثقال ذرة، دعواتكم بالثبات على ما أنا عليه

Абдулазиз аль-Арифи, владелец канала, где тот выступал заявил:

Он ездил по многим странам, в том числе и в Бахрейн, участвовал во многих программах и мероприятиях
Оригинальный текст (ар.)سافر إلى دول عدة، من بينها البحرين، وشارك في العديد من البرامج والفعاليات

Притом подчеркнув:

Каждый представляет [лишь] себя, канал не в ответе ни за кого за стенами [телестудии]
Оригинальный текст (ар.)كل شخص يمثل نفسه، وليس للقناة سلطة على أحد خارج أسوارها

## Смерть
Он был убит в результате авиаудара США около 11 июля 2015 года недалеко от сирийского города Эль-Хасака.
9 января 2016 года ИГ выпустило десятиминутное документальное видео, в котором прославляется жизнь и подвиги Мишаля.